# 16(Sixteen)BEAT
「16 BEAT」（シックスティーン・ビート）は、杏里の16枚目のシングル。1985年4月21日発売。発売元はフォーライフ・レコード。

## 概要
「16 BEAT」は、表題曲として初めて杏里自身が作曲を手掛けた。この曲は ″SomeTime WORLD CUP '85″ イメージソングとして使用された。

## 収録曲
1. 16 BEAT（4:41）
作詞：三浦徳子 / 作曲：杏里 / 編曲：瀬尾一三
  - SomeTime WORLD CUP '85イメージソング
2. 瞳は永遠の香り（4:24）
作詞：三浦徳子 / 作曲：佐藤健 / 編曲：瀬尾一三

## 関連作品
- WAVE
- ザ・杏里
- MY FAVORITE SONGS